# حسن قاضی‌مرادی
حسن قاضی‌مرادی (متولد ۱۳۳۲، تهران) پژوهش‌گر حوزه جامعه‌شناسی و مترجم ایرانی است. پژوهش‌های او عمدتاً در حوزه روانشناسی اجتماعی مردم ایران و تاریخ اجتماعی و سیاسی ایران است. او فارغ‌التحصیل رشته مکانیک است.